# Soba
Soba (蕎麦 eller そば) er tynde gråbrune nudler af boghvede fra det japanske køkken.
Alt efter smag serveres soba-nudler varme eller kolde adskilt fra sovs på en bakke, en o-wan. Den alt efter årstiden kolde eller varme sovs kommer i stedet i et glas med forskelligt tilbehør og krydderier. Kake soba (掛け蕎麦, 掛けそば eller かけそば) er en af de mest almindelige varianter og består af en sovs (dashi), mirin (risvin) og sojasovs garneret med småt snittet forårsløg. Afhængig af smag forfines ofte med wasabi og/eller frisk revet ingefær. Desuden står der ofte forskelligt tilbehør til rådighed så som tofu (kitsune-tofu), rejer indhyllet i dej (tempura) og rå æg (tsukimi). Nudelvandet, der anses for meget sundt i Japan, bliver normalt ikke hældt ud, efter at nudlerne er hældt fra, men taget fra og blandet med resterne i sovsen i et bæger efter måltidet og drukket.
Soba tilbydes i mange forskellige varianter og kvaliteter med de billige tilsat hvedemel. De kan spises lige fra små steder til specielle soba-restauranter, der knap nok har andet på menuen. Især på japanske stationer kan man finde dem billigt i fast food-restauranter. Soba tilberedes dog også derhjemme. Til nytår er toshikoshi soba (年越し蕎麦 eller 年越しそば) traditionelt den sidste ret, der kommer på bordet i det gamle år, og den skal være spist inden begyndelsen på det nye, for at man også vil være finansiel lykkelig der. Også ved andre af livets begivenheder, der bringer en ændring med sig, anses soba for at være symbolsk mad. Som symbolsk anses også formen på nudlerne, idet lang form tyder på langt liv. Bortset fra denne betydning af soba er nudlerne meget vellidte, da de både ligger let i maven og er nemme at tilberede. Butikker sælger endda tilpakket færdigsovs og forkogte og atter tørrede nudler, hvilket gør tilberedningen endnu nemmere og hurtigere. Den mest kendte soba kommer fra Nagano-præfekturet og kaldes shinano soba efter et gammelt navn for regionen. Andre kendte japanske nudler er udon, ramen og somen.
Soba er også kendt i USA, hvor kake soba og zaru soba (ざるそば, afkølede nudler med nori) sælges i de fleste japanske restauranter og sushibutikker.
Ordet soba betyder egentlig boghvede. Begrebet bruges også metonymisk om enkelte nuddelretter af kinesisk og japansk oprindelse, der ikke indeholder boghvede men hvedemel som for eksempel chuuka soba ("kinesisk soba", et andet ord for ramen), yakisoba (stegte nudler) og Okinawa soba (en nuddelsuppe med udon-lignende nudler).

## noter
1. ↑  Helen Chen, Easy Asian Noodles, s. 33.